# Sam Ngao (huyện)
Sam Ngao (tiếng Thái: สามเงา) là huyện (amphoe) cực bắc thuộc tỉnh Tak, miền nam Thái Lan.

## Lịch sử
Tiểu huyện (king amphoe) được thành lập năm 1930 thuộc huyện Ban Tak. Tên ban đầu là Tha Pui (ท่าปุย), và được đổi tên thành Sam Ngao năm 1939. Đơn vị này đã được nâng cấp thành huyện vào năm 1958.

## Địa lý
Các huyện giáp ranh (từ phía nam theo chiều kim đồng hồ): Ban Tak, Mae Ramat thuộc tỉnh Tak, Omkoi, Doi Tao thuộc tỉnh Chiang Mai, Thung Hua Chang thuộc tỉnh Lamphun, Mae Phrik và Thoen thuộc tỉnh Lampang.
Nguồn nước quan trọng của huyện là sông Ping và sông Wang. Đập Bhumibol là một hồ nước nhân tạo trên sông Ping kiểm soát lũ và là trạm thủy điện.

## Hành chính
Huyện này được chia thành 6 phó huyện (tambon), các đơn vị này lại được chia ra thành 43 làng (muban). Sam Ngao là một đô thị phó huyện (thesaban tambon) nằm trên một phần của tambon Sam Ngao. Có 6 Tổ chức hành chính tambon.
| STT. | Tên       | Thai     | Dân số |
| ---- | --------- | -------- | ------ |
| 1.   | Sam Ngao  | สามเงา   | 9.241  |
| 2.   | Wang Man  | วังหมัน    | 4.522  |
| 3.   | Yokkrabat | ยกกระบัตร | 8.200  |
| 4.   | Yan Ri    | ย่านรี     | 3.294  |
| 5.   | Ban Na    | บ้านนา    | 2.161  |
| 6.   | Wang Chan | วังจันทร์   | 5.065  |